# Pettson o Findus i trädgården
Pettson o Findus i trädgården är ett datorspel för barn skapat år 1998. Spelet är skapat av Alfabeta Gammafon Multimedia och Sven Nordqvist.

## Upplägg
Man spelar som Findus och får tips och annan hjälp av Pettson och går ut på att spela olika småspel som exempelvis Gödselspelet. Det senare går ut på att fånga en hönas avföring i en skottkärra. När man vinner ett småspel får man verktyg som man använder när man sköter om sitt trädgårdsland, man vinner även plantor att plantera i landet.

## Rollista
- Hilding Slut – Pettson
- Fia Slut – Findus
- Äland Slut – Prillan
- Gunnar Ernblad – övriga röster[2]

## Mottagande
Spelet fick ett gott mottagande av kritiker. TT Spektra gav spelet 5 av 5 i betyg och beskrev spelet som bättre än föregångarna.
Karin Torgny på Göteborgs-Posten gav spelet 5 av 5 i betyg och sa att "Sven Nordqvists alla krumeluriga detaljer, mucklar och tossiga hönor, knäppa uppfinningar och besvärliga spel gör mig glad. För alla Pettson-förtjusta barn är detta en fröjd. Inte alltid särskilt lätt, det slösas inte med ledtrådar och spelen kan ibland vara nog så knepiga, men vem har sagt att allt ska vara lätt?"
Lasse Råde på Expressen gav spelet 5 av 5 i betyg och skrev "Svårighetsgraden varierar, men aldrig så att en vuxen eller ett äldre barn självklart begriper bättre, utan man har lyckats med en slags allåldersnivå som är mycket tilltalande." och "Strålande kongenial översättning av böckernas teckningar, med en rad rörliga krumelurer och allehanda hyss i marginalerna."
Spelet sålde fler än 10 000 exemplar.